# Dollie de Luxe
Le Dollie de Luxe, inizialmente conosciute come Dollie, erano un duo musicale norvegese attivo dal 1980 al 2001 e formato da Benedicte Adrian e da Ingrid Bjørnov.
Hanno rappresentato la Norvegia all'Eurovision Song Contest 1984 con il brano Lenge leve livet.

## Carriera
Benedicte Adrian e Ingrid Bjørnov si sono incontrate ad Oppsal, un quartiere di Oslo, nel 1979, e hanno iniziato a produrre musica insieme. L'anno successivo hanno ottenuto un contratto discografico con la DB Records, su cui hanno pubblicato il loro album di debutto Første akt. Il disco ha raggiunto la 3ª posizione della classifica norvegese ed è stato certificato disco di platino dalla IFPI Norge con 52 000 copie vendute a livello nazionale.
Nel 1981 il duo ha partecipato al Melodi Grand Prix, il programma di selezione del rappresentante norvegese per l'Eurovision Song Contest, presentando il brano 1984 e finendo al 6º posto. Nello stesso anno sono passate all'etichetta discografica appena fondata dal loro manager Ole A. Sørli, la Notabene Records, su cui hanno pubblicato il loro secondo album Dollies dagbok, che ha raggiunto il 10º posto in classifica e ha venduto 23 000 copie.
Le Dollie hanno ritentato la selezione eurovisiva norvegese nel 1982, ma con meno successo: il loro brano Det er deg jeg skal ha è finito 10º, e il loro terzo album Rampelys si è fermato al 36º posto in classifica, vendendo solo 8.000 dischi.
Nel 1984 hanno partecipato al Melodi Grand Prix per una terza volta, questa volta vincendo con la canzone Lenge leve livet. Hanno cambiato il loro nome in Dollie de Luxe, perché l'Eurovision Song Contest 1984 si sarebbe tenuto a Lussemburgo. Alla finale eurovisiva si sono piazzate al 17º posto su 19 partecipanti con 29 punti totalizzati. Nonostante lo scarso successo al contest, le Dollie de Luxe hanno continuato a godere di buoni risultati commerciali, piazzando altri due album nella classifica norvegese e raggiungendo il 20º posto della classifica francese con il singolo Queen of the Night/Satisfaction nel 1985, arrivando a vendere 250 000 copie.
Le Dollie de Luxe hanno prodotto il musical Which Witch, presentato il 27 maggio 1987 al Bergen International Festival e successivamente insignito di un premio Spellemann e di un premio Gammleng. Il successo dell'opera ha portato le Dollie de Luxe ad esibirsi anche in teatri di Londra nei primi anni '90. L'emittente radiotelevisiva nazionale norvegese NRK ha realizzato una versione televisiva di una delle esibizioni di Which Witch, andata in onda il 27 febbraio 1993, che ha attratto 100.000 telespettatori. Nel 1995 il duo ha realizzato il musical umoristico Henriette og hennes seks ekte menn.

## Discografia

### Album in studio
- 1980 – Første akt (pubblicato internazionalmente come First Act)
- 1981 – Dollies dagbok
- 1982 – Rampelys
- 1983 – Dollie's Diary
- 1984 – Dollie de Luxe
- 1985 – Rock vs. Opera
- 1987 – Which Witch
- 1995 – Prinsessens utvalgte
- 1999 – Adrian/Bjørnov

### Album live
- 1990 – Which Witch på slottsfjellet

### Opere audiovisive
- 1997 – Which Witch på Piccadilly Theatre

### Raccolte
- 2001 – Dollie's beste

### Singoli
- 1980 – Under snø/Adieu monsieur
- 1980 – Hypnotisert/Som i et skuespill
- 1981 – 1984/Pin-up
- 1982 – Det er deg jeg skal ha/For evig
- 1982 – I Want You/Forever
- 1982 – På gang igjen/La la la (de brutte valgløfters refreng)
- 1983 – On the Top/Hello Myself, Who Are You
- 1984 – Lenge leve livet/Du og jeg
- 1984 – Life Was Made for Living/Vive la vie
- 1984 – Wanted/Hit Between the Eyes
- 1984 – Queen of the Night/Satisfaction
- 1984 – Wanted Dead or Alive
- 1985 – Vilja/Whatever You Want
- 1985 – Carmen/Gimme Some Lovin'
- 1987 – Eternally
- 1987 – Invoking Chant
- 1987 – She Devil
- 1995 – Min hvite mage/Sove i hundre år
- 1998 – Som en film/Jeg flyter